# Terres de bouddha
 (janvier 2021).
Les Terres de bouddha ou champs de bouddha (pal. buddhakkhetta, sk. buddhakṣetra बुद्धक्षेत्र, ch. fotu 佛土, jap. butsudo 仏土), désignent dans le bouddhsime des domaine de l’univers où, selon la cosmologie bouddhique, réside un bouddha et où il enseigne. 

## Principe
Selon Jérôme Ducor, une terre ou un champ de bouddha est champ de réalisation d'un bouddha parfaitement accompli. Cette conception s'enracine dans le fait qu'un bouddha continue à agir après son éveil, faisant « œuvre de bouddha » et répandant les fruits de sa réalisation sur les êtres qui ne sont toujours pas éveillés, et cela grâce à l'enseignement de la voie vers la délivrance.
Selon le Mahavamsa, le domaine de sa vie terrestre est le jâtikkheta, qui peut être impur (chin. suitu, jap. edo 穢土) ou mixte, par exemple notre monde, comme le jâtikkheta du bouddha Shakyamuni. Le domaine dans lequel s’étend son enseignement est l’ânâkkheta. Le domaine dans lequel s’étend sa sagesse et sa connaissance est le visayakkheta, considéré comme illimité. Les deux derniers sont des terres pures (chin. jingtu, jap. jodo 淨土) résultant de ses réalisations et manifestant ses qualités ; ceux qui ont une affinité pour elles y renaissent. Toujours selon le Mahavamsa, un buddhakkhetta équivaut à 61 milliards d’univers. 
Le concept est particulièrement développé dans le mahayana, dans les sûtras du Lotus et de de Vimalakirti et ceux consacrés à certains bouddhas comme Amitabha, dont la terre pure est de loin la plus connue parce qu'elle au centre des croyances et pratiques du courant Terre pure, l’un des plus importants du bouddhisme.

## Caractéristiques

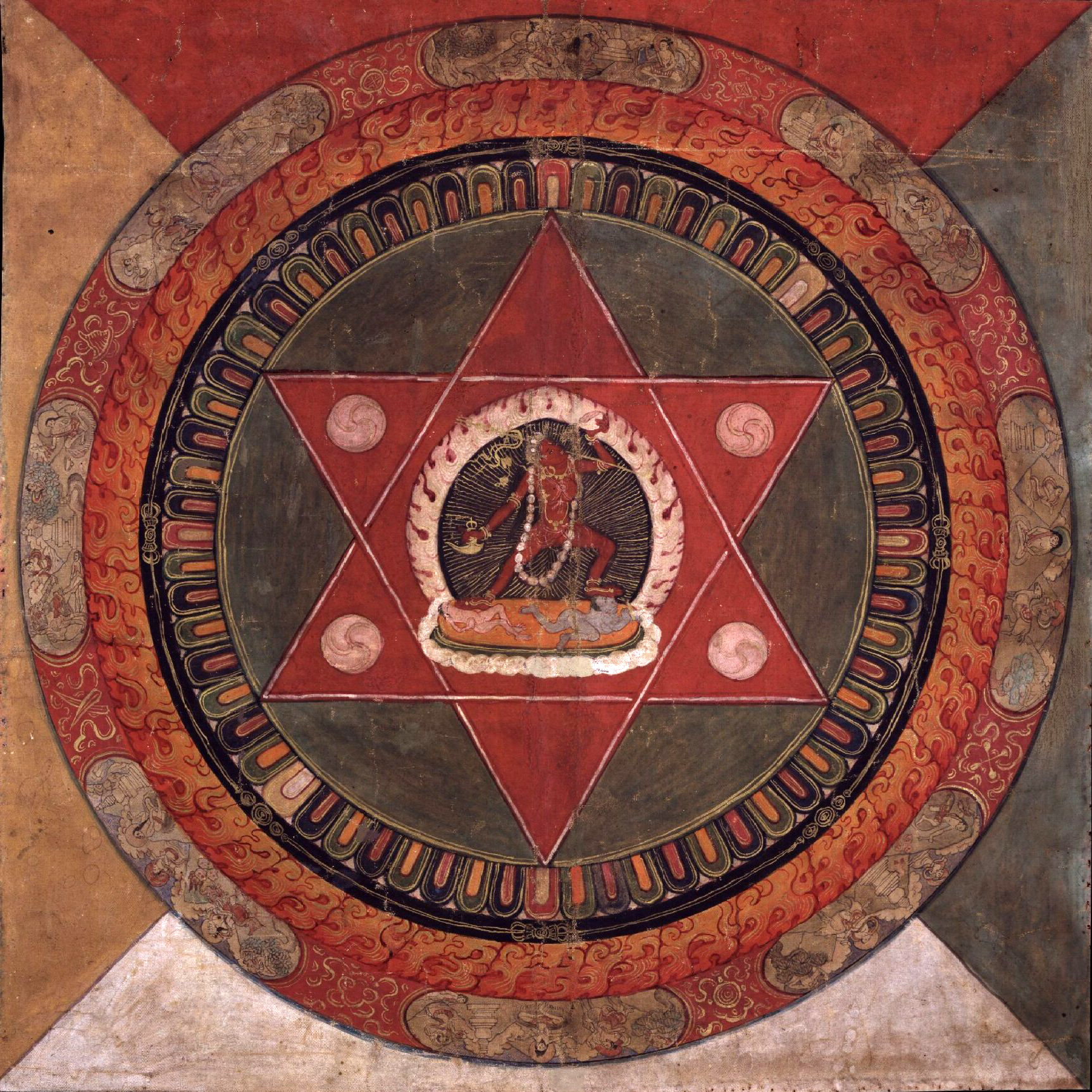
Terre pure : mandala tibetain de la tradition Naropa, peint au XIXe siècle. Vajrayogini se tient au centre de deux triangles rouges entrecroisés. New-York, Rubin Museum of Art.

Bien que certains textes décrivent les terres pures comme des domaines éloignés de notre monde, le Sûtra du Lotus et celui de Vimalakirti affirment qu’elles naissent dans le monde impur lui-même, autour d'un bodhisattva, en vertu de la pureté de son esprit ; elles sont composées des êtres qui s’élèvent spirituellement grâce à son enseignement.  
Selon ces sutras, il existe une différence de qualité entre les terres pures des différents bouddhas. La terre pure d’Amitabha elle-même cède le pas selon certains à celle du bouddha Padmavati. Les courants Tiantai et Tendai, fortement influencés par le Sutra du Lotus, envisagent quatre terres auxquelles on accède selon son degré de conscience : la terre de la Résidence commune[pas clair] (chin. tongjutu, jap. dokyodo 同居土), accessible à tous ; la terre des Moyens habiles et des Résidus (chin. fangbianyouyutu, jap. hoben uyodo 方便有餘土), accessible aux auditeurs, aux  pratyekabuddhas et aux bodhisattvas aux premières étapes de leur pratique ; la terre de la Rétribution vraie (chin. shibaotu, jap. jippo-do 實報土) où vivent les bodhisattvas avancés ; la terre de la Lumière paisible (chin. jiguangtu, jap. jakko-do 寂光土)  accessible aux dharmakayas.  
Le courant Rien que conscience envisage aussi quatre terres correspondant aux quatre corps du bouddha connus de cette école – au lieu des trois corps de la plupart des courants : la terre de la Nature du Dharma (chin. zishouyongtu, jap. jijuyudo 自受用土) du dharmakaya, la terre de Réception et Emploi spontanés (chin. zishouyongtu, jap. jijuyudo 自受用土) ainsi que la terre de Réception et Emploi conférés (chin. tashouyongtu, jap. tajuyudo 他受用土) du sambhogakaya, la terre de Métamorphoses (chin. bianhuatu, jap. hengedo 變化土) du nirmanakaya.

## Quelques terres pures

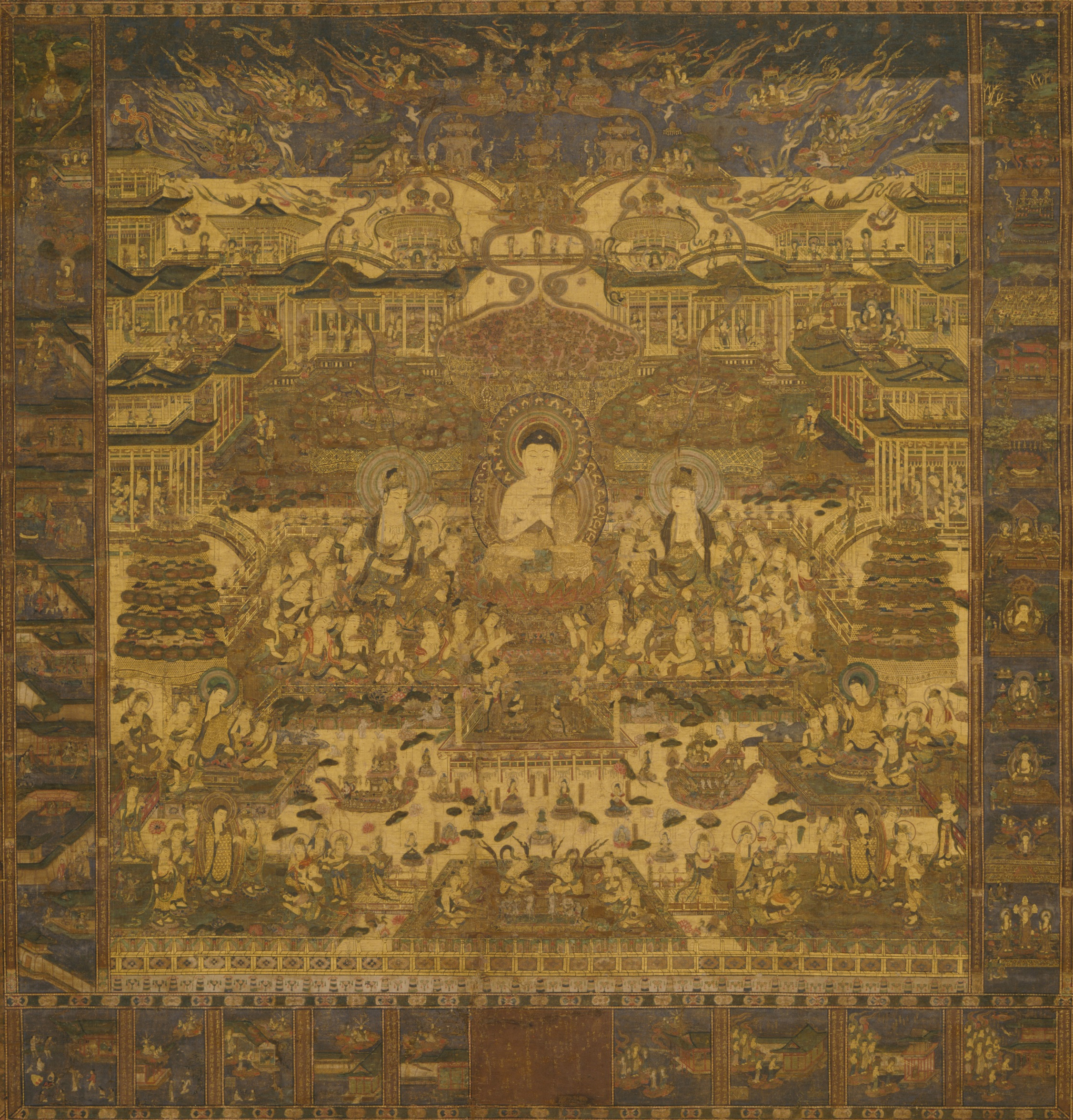
Mandala de la Terre Pure, Époque de Kamakura (Musée national de Kyūshū).

- Terre de la Parfaite Béatitude Sukhavati (chin. jile, jap. gokuraku 極楽) du bouddha Amitabha, la plus connue, au centre de la pratique du courant Terre pure ; décrite dans les sutras de la Terre pure, elle serait située à l’ouest de notre monde.
- Terre de la Joie Abhirati (chin. miaoxi shijie 妙喜世界) du bouddha Akshobhya, située à l’est de notre monde.
- Terre d'Émeraude (jap. Joruri-sekai 浄瑠璃世界) du bouddha Bhaisajyaguru ; décrite dans le Sutra Bhaisajyaguru, elle serait située à l’est de notre monde.
- Terre de la Solennité secrète (chin. miyanjingtu, jap. mitsugon-jodo 密厳浄土) du bouddha Vairocana, décrite dans le Mitsugon kyo.
- Le ciel Tushita (chin. doushuaitian, jap. tosotsuten 兜率天) est parfois considéré comme la terre pure de Maitreya.
- Terre pure du Pic du Vautour où règne l'enseignement du Bouddha Shakyamuni.
- Terre pure Potakala (chin. 普陀 pǔtuó) du bodhisattva Avalokiteshvara.